# 美沙希
美沙希（みさき、1995年4月12日 - ）は、日本のモデル、タレントである。神奈川県出身。F.A. エンターテイメント所属。

## 経歴・人物
2017年、ミス東京夢の島マリーナグランプリ受賞。
趣味はスノーボード、ウエイクボード。特技は野球、バレーボール、バドミントン。

## 活動
- 2017年 ミス東京夢の島マリーナ[1]

## 作品

### 映像作品
- はじめまして[2]（2018年2月22日、イーネット・フロンティア）
- 恋人気分[3]（2018年7月20日、竹書房）